# Đường Paulista

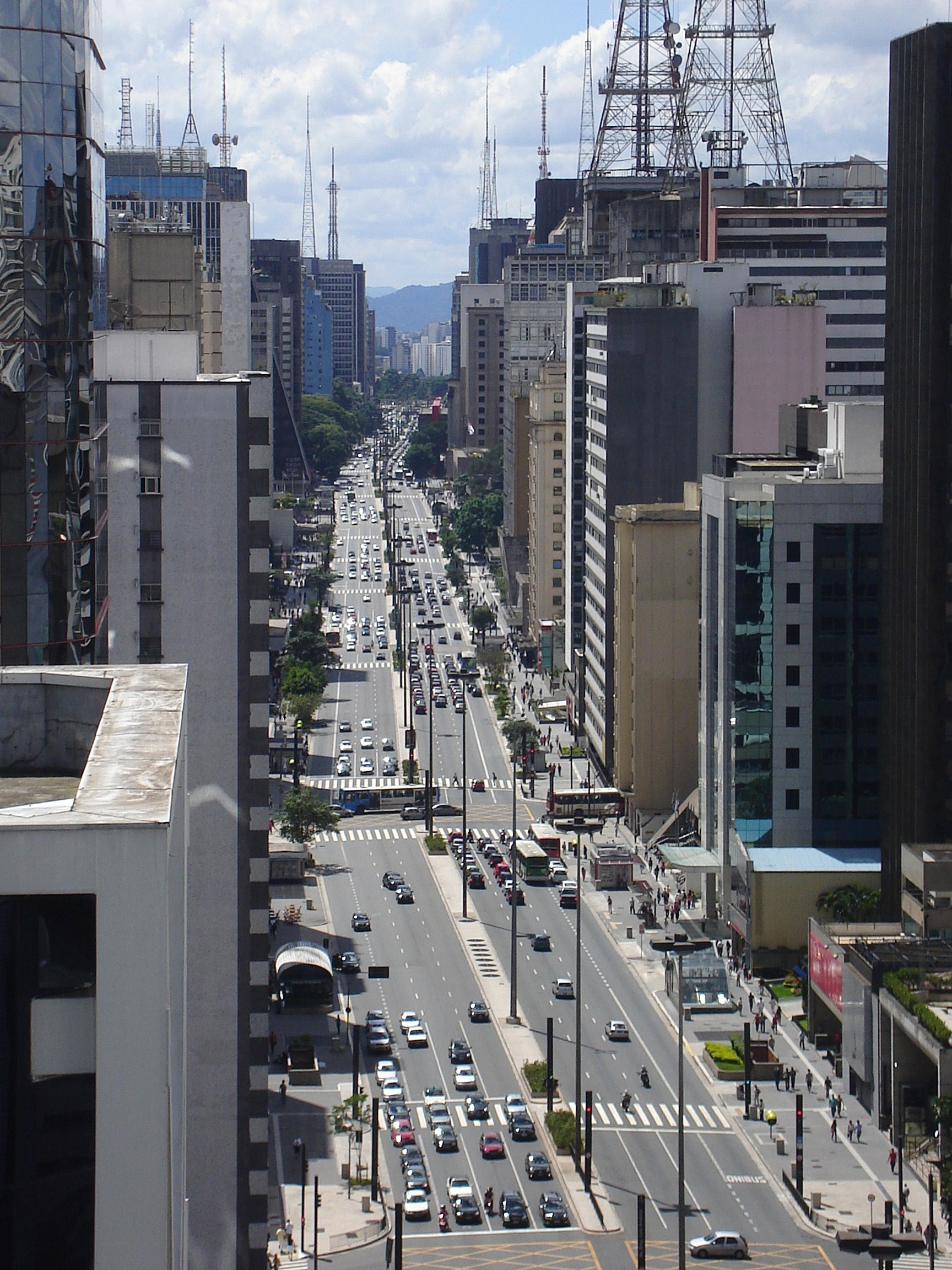
Đường Paulista nhìn từ trên cao

Đường Paulista là con đường quan trọng ở São Paulo, Brasil. Nó dài 2,8 km và có nhiều trụ sở tài chính và trung tâm văn hóa quan trọng.